# Залозецький Володимир Дмитрович
Володимир Дмитрович Залозецький гербу Сас (1 березня 1842, с. Княже, Снятинський район, Івано-Франківська область — 5 червня 1898, Чернівці) — український (буковинський) хірург, громадський діяч.

## Родина
Походив із знаної в Галичині родини священиків.
Його батько о. Дмитро Залозецький (1798—1860) був парохом у с. Княже.
Старший брат — о. Василь Залозецький (1833—1915), греко-католицький священик, український письменник і культурний діяч.
Небіж (братанок) — Роман Залозецький (1861—1918), український науковець, технолог, дослідник нафтових родовищ, громадський і господарський діяч.
Дружина — Софія (дочка президента Вищого крайового суду в Чернівцях доктора Р.Пієти), походила з німецько-румунської родини, вдома розмовляли німецькою.
Діти: Володимир Сергій (політик, громадський діяч, мистецтвознавець і меценат), Олексій (лікар), Роман, Віра.

## Біографія

Стенд у Муніципальній бібліотеці імені Анатолія Добрянського, присвячений Володимиру Залозецькому

Середню освіту одержав у Чернівецькій гімназії, яку закінчив з відзнакою. Тоді ж, у 1860, вступив до Військово-медичної академії у Відні, був учнем знаменитого професора д-ра Більрота (Billroth).

Влітку 1866 молодий доктор медицини прибув за призначенням до 15-го піхотного полку, який перебував у зоні бойових дій проти прусської армії. В.Залозецькому довелося оперувати поранених вояків у важких польових умовах. За зразкове виконанні обов'язку його нагородили срібною медаллю і присвоїли звання старшого лікаря.

Після війни кілька років навчався у Віденському операційному інституті, де отримав вищу хірургічну кваліфікацію. 

1869 — прибув до Чернівців на посаду старшого лікаря 41-го піхотного полку. Став активним членом Товариства лікарів Буковини, створеного 1866 року, а в 1870 був обраний до його ради на посаду секретаря.

1872 — маючи лише 30 років, призначений полковим лікарем.

Регулярно виступав з науково-практичними доповідями на засіданнях Товариства лікарів Буковини. 1877 року обраний заступником голови Товариства.

Після початку російсько-турецької війни, 41-й полк виступив до Боснії. До Чернівців Залозецький повернувся у 1879 кавалером австрійських і російських нагород.

Пам'ятник на могилі В. Р. Залозецького на Руському цвинтарі в Чернівцях

Того ж року вийшов у відставку, швидко завоював славу найкращого хірурга Буковини. Його призначили членом Буковинської крайової санітарної ради, яка керувала системою охорони здоров'я у краї.

1882 — обраний головою Товариства лікарів Буковини, яке очолював до кінця життя.

1886 — з відкриттям у Чернівцях крайового шпиталю В.Залозецького запросили на посаду головного хірурга хірургічного відділення.

Сучасники відзначали не лише високу професійність, але й надзвичайну чуйність лікаря до пацієнтів, а його відданість улюбленій справі викликала подив.

В.Залозецький був засновником і членом товариства «Народний Дім».

Від 1890 доктора Залозецького постійно обирали до Чернівецького магістрату, і як депутат він сприяв розвитку охорони здоров'я у місті. Проте хірург, який врятував життя тисячам людей, був беззахисний перед власною недугою. Операція у львівського професора Ридиґера не допомогла.

В останню путь на Руське кладовище в Чернівцях Володимира Романовича Залозецького, «одного з визначніших чернівецьких русинів, провели не лише рідні та колеги, але й представники всіх українських товариств, тисячі чернівчан та мешканців околиць».

## Нагороди
Нагороди Австро-Угорської імперії:
- Срібна медаль (1866) ;
- Лицарський Хрест (1877);
- Лицарський хрест ордена Франца Йосифа (1878)[4].

Нагороди Російської імперії:
- Орден Св. Станіслава (1877);
- Орден Св. Анни (1878).

## Вшанування пам'яті
З поваги до Володимира Залозецького ще за його життя одну з вулиць Чернівців було названо його ім'ям. Але за радянських часів її перейменували на вул. Фурманова. Натомість вже в часи незалежності України Чернівецька міська рада перейменувала колишню Робїтничу вулицю на вулицю Доктора Залозецького. На вулиці Володимира Залозецького знаходиться Чернівецький ліцей № 3 медичного профілю.
На будинку на вул. Руській, 15, де він мешкав, встановлено меморіальну таблицю.
На вшанування його пам'яті розпорядженням представника Президента України в Чернівецькій області від 30 квітня 1993 року засновано обласну премію імені В. Залозецького для відзначення працівників охорони здоров'я області.. У червні 2004 року премія «перезаснована» з формулюванням: «заснувати премію з метою відзначення найкращих лікарів охорони здоров'я Чернівецької області — премію за найкращі здобутки в роботі лікарів».

### Рекомендована література
- Заполовський В. Д-р Володимир Залозецький (батько) // Чернівці і чернівчани. — 1999. — 18 лютого.